# National Museum (Gambia)

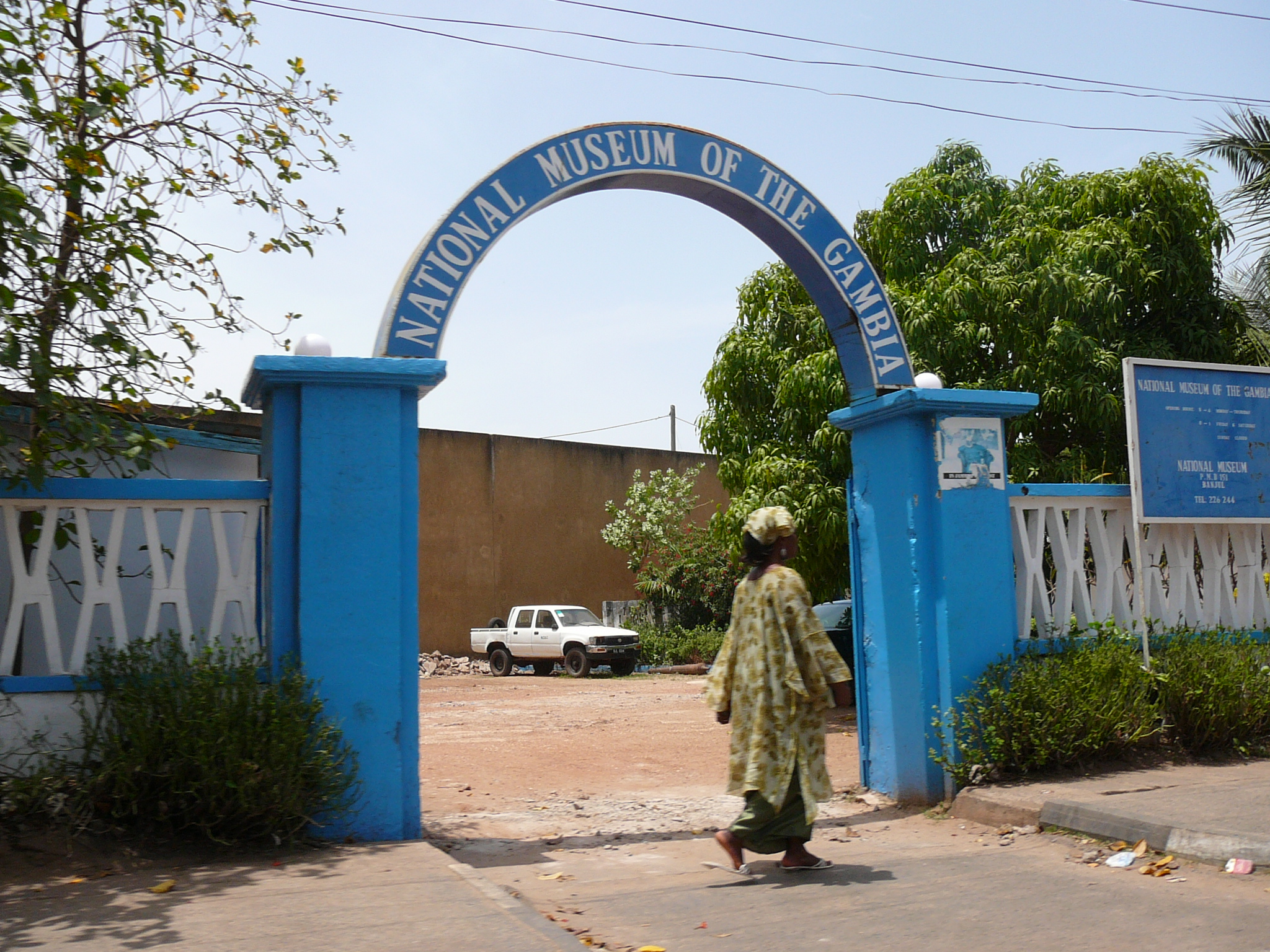
Der Eingang des National Museum of The Gambia

Das National Museum (deutsch Nationalmuseum) des westafrikanischen Staates Gambia liegt auf dem Independence Drive (auf manchen Karten ist die Straße als Gloucester Street oder Tafsir Demba Ndow Street benannt) in der Hauptstadt Banjul.

## Beschreibung
Für den historisch interessierten Besucher zeigt es einige interessante Ausstellungsstücke. Viele dieser gezeigten Stücke stehen in Verbindung mit Persönlichkeiten aus der wechselhaften Geschichte Gambias. Geöffnet ist das Museum von Montag bis Samstag, wobei es am Freitag und Samstag verkürzte Öffnungszeiten hat.

## Geschichte
Ende der 1960er Jahre gründete eine Gruppe um Florence Mahoney die Friends of the National Museum, die letztlich zur Gründung des Museums führte. Mahoney selbst arbeitete bei der Konzeption des Museums mit.
Das Museum ist in einem Gebäude untergebracht, das früher als Parlamentsgebäude, für den British Council und der National Library sowie vom Bathurst Club benutzt wurde. Eröffnet wurde das Museum vom damaligen Staatspräsidenten Dawda Jawara am 18. Februar 1985, den 20. Jahrestag der Unabhängigkeit Gambias.
2013 wurde das über 100 Jahre alte Gebäude einer zweiwöchigen Renovierung unterworfen. Die finanziellen Mittel wurden von der Trust Bank Gambia Limited gespendet.
Einer weiteren umfassenden Renovierung Begann Ende 2021, Africell Gambia trat als Finanzgeber in Erscheinung.